# Thanh gươm diệt quỷ: Vô hạn thành
Thanh gươm diệt quỷ: Vô hạn thành (Nhật: 劇場版「鬼滅の刃」無限城編 Hepburn: Gekijō-ban Kimetsu no Yaiba: Mugen-jō-hen, tựa tiếng Anh: Demon Slayer: Kimetsu no Yaiba – The Movie: Infinity Castle) là một bộ phim điện ảnh hoạt hình Nhật Bản thuộc thể loại hành động, kỳ ảo đen tối sắp ra mắt do Sotozaki Haruo làm đạo diễn. Phim do các hãng Aniplex và Toho sản xuất với Ufotable, Crunchyroll và đồng phát hành với Sony Pictures. Mảng thiết kế nhân vật kiêm hoạt hình do Matsushima Akira thực hiện và phần nhạc phim do Kajiura Yuki và Shiina Go sáng tác. Bộ phim kể về trận chiến cuối cùng giữa Sát quỷ đoàn chống lại Kibutsuji Muzan cùng Thượng Huyền trong lâu đài bí ẩn. Phim dự kiến bắt đầu khởi chiếu tại Nhật Bản vào ngày 18 tháng 7 năm 2025 và tại Việt Nam từ ngày 15 tháng 8.
Bộ phim được chuyển thể dựa trên phân đoạn "Lâu đài vô cực" từ bộ manga Thanh gươm diệt quỷ của Gotōge Koyoharu. Đây là tác phẩm thứ tư đồng thời là phần tiếp nối nội dung của mùa 4 trong loạt phim điện ảnh chuyển thể từ bộ anime truyền hình cùng tên. Khác biệt với hai phần phim tổng hợp Đường đến làng rèn gươm và Đại trụ đặc huấn, phần Vô hạn thành được sản xuất dưới dạng phim điện ảnh độc lập có thời lượng đầy đủ, tương tự với Chuyến tàu vô tận, nhằm đáp ứng quy mô nội dung đồ sộ và cường độ kịch tính theo nguyên tác bộ truyện. Bộ phim chính thức được công bố vào tháng 6 năm 2024 ngay sau khi mùa 4 kết thúc, đồng thời mở đầu cho bộ ba phần phim liên tiếp khắc họa trọn vẹn arc "Lâu đài vô cực".

## Nội dung
Kamado Tanjirō vốn là một cậu bé hiền lành, sống cuộc đời bình yên cùng gia đình trên núi. Nhưng bi kịch ập đến khi cả nhà cậu bị quỷ sát hại, chỉ còn cô em gái Nezuko sống sót – nhưng cô bé đã bị biến thành quỷ. Quyết tâm cứu em và trả thù cho gia đình, Tanjirō gia nhập Sát quỷ đoàn, trải qua bao khổ luyện để trở thành một kiếm sĩ mạnh mẽ. Trong khi Sát quỷ đoàn đang gấp rút chuẩn bị cho trận chiến sinh tử với lũ quỷ, những thành viên và Trụ cột tham gia đợt huấn luyện đặc biệt để nâng cao sức mạnh. Thế nhưng, Kibutsuji Muzan – Chúa quỷ, kẻ đứng sau mọi bi kịch của Tanjirō, bất ngờ tấn công Dinh thự Ubuyashiki, nơi ở của thủ lĩnh Sát quỷ đoàn. Nhận tin nguy cấp, Tanjirō cùng các Trụ cột ngay lập tức lao về trụ sở để ứng cứu. Nhưng khi vừa đến nơi, họ đã bị Muzan dùng sức mạnh bí ẩn hất vào một không gian kỳ dị – Lâu đài vô cực, một pháo đài không lối thoát do trợ thủ đắc lực của Muzan, Nakime, điều khiển.
Lâu đài vô cực là một mê cung vô tận, với những không gian liên tục biến đổi, chia cắt các thành viên của Sát quỷ đoàn. Tanjirō, Inosuke, Zenitsu và các Trụ cột buộc phải chiến đấu đơn độc hoặc theo từng nhóm nhỏ, đối mặt với những Thượng Huyền – những con quỷ mạnh nhất dưới trướng Muzan.Giyu và Tanjiro phải đối đầu với Akaza (Thượng Huyền Tam), một chiến binh khát máu với kỹ thuật võ thuật đỉnh cao. Kanroji Mitsuri và Iguro Obanai cùng nhau chiến đấu chống lại Nakime, kẻ điều khiển cả tòa thành. Shinobu, Inosuke và Kanao phải vật lộn với Doma (Thượng Huyền Nhị), một con quỷ độc ác với khả năng băng phong chết chóc.Gyōmei,Muichirō,Sanemi và Genya đối mặt với Kokushibo (Thượng Huyền Nhất),con quỷ mạnh thứ hai chỉ sau Muzan.Và khi tất cả trụ cột tập hợp đầy đủ,họ cùng nhau chống lại Muzan và thề sẽ giết hắn ta một lần và mãi mãi.

## Diễn viên lồng tiếng
| Nhân vật                         | Lồng tiếng          |
| -------------------------------- | ------------------- |
| Kamado Tanjirō (竈門 炭治郎)     | Hanae Natsuki       |
| Kamado Nezuko (竈門 禰豆子)      | Kitō Akari          |
| Agatsuma Zenitsu (我妻 善逸)     | Shimono Hiro        |
| Hashibira Inosuke (嘴平 伊之助)  | Matsuoka Yoshitsugu |
| Tsuyuri Kanao (栗花落 カナヲ)    | Ueda Reina          |
| Shinazugawa Genya (不死川 玄弥)  | Okamoto Nobuhiko    |
| Tomioka Giyū (富岡 義勇)         | Sakurai Takahiro    |
| Uzui Tengen (宇髄 天元)          | Konishi Katsuyuki   |
| Tokitō Muichirō (時透 無一郎)    | Kawanishi Kengo     |
| Kochō Shinobu (胡蝶 しのぶ)      | Hayami Saori        |
| Iguro Obanai (伊黒 小芭内)       | Suzumura Kenichi    |
| Shinazugawa Sanemi (不死川 実弥) | Seki Tomokazu       |
| Kanroji Mitsuri (甘露寺 蜜璃)    | Hanazawa Kana       |
| Himejima Gyōmei (悲鳴嶼 行冥)    | Sugita Tomokazu     |

## Sản xuất
Ufotable chính thức thông báo arc Lâu đài vô cực sẽ được chuyển thể thành các tác phẩm điện ảnh được chia làm 3 phần thay vì định dạng phim truyền hình. Quyết định này nhằm nâng tầm chất lượng hình ảnh lên mức điện ảnh, đặc biệt tập trung vào những phân cảnh hành động hoành tráng, yếu tố then chốt trong cốt truyện. Chiến lược này không chỉ đảm bảo tiêu chuẩn hình ảnh đỉnh cao mà còn kế thừa thành công vang dội từ Chuyến tàu vô tận, siêu phẩm từng thu về 500 triệu USD toàn cầu.

## Quảng bá
Sau khi kết thúc mùa 4 của bộ anime vào cuối tháng 6 năm 2024, Ufotable đã thông báo trên website chính thức về việc đang phát triển một tác phẩm điện ảnh mới, đồng thời ra mắt trang web riêng cho dự án này. Đến ngày 13 tháng 12 năm 2024, tại sự kiện CCXP ở Brazil, họ chính thức công bố teaser trailer cùng hàng loạt hình ảnh mới, tiết lộ thời điểm phát hành toàn cầu. Chỉ vài ngày sau, trailer chính thức cũng được phát hành. Ngoài ra, Ufotable đã hợp tác với Major League Baseball để ra mắt một phim ngắn nhằm quảng bá cho tác phẩm chuyển thể này, loạt phim cũng như trận mở màn mùa giải 2025 giữa Los Angeles Dodgers và Chicago Cubs tại Tokyo Dome vào ngày 18 tháng 3 năm 2025. Bộ phim ngắn có sự tham gia lồng tiếng của Ōtsuka Hōchū trong vai nhân vật Urokodaki Sakonji (鱗滝 左近次) dẫn dắt câu chuyện về lịch sử bóng chày và cốt truyện của bộ anime. Bên cạnh đó, Toho cũng phát hành thêm phiên bản biên tập toàn bộ nội dung vào ngày 4 tháng 4 năm 2025 tại các rạp chiếu phim Nhật Bản.

## Phát hành

### Chiếu rạp
Là phần đầu tiên trong loạt ba phần phim đã được lên kế hoạch.  Bộ phim dự kiến sẽ được Toho phát hành vào ngày 18 tháng 7 năm 2025. Aniplex và Crunchyroll sẽ phân phối bộ phim tại các thị trường quốc tế thông qua Sony Pictures Releasing. Tại Nhật Bản, bộ phim dự kiến sẽ được phân phối tại 443 rạp chiếu. Tại Việt Nam, bộ phim do các hãng CJ CGV, Galaxy Cinema và Lotte Cinema phát hành từ ngày 15 tháng 8 năm 2025.